# Набіди
Набіди, клопи-мисливці (Nabidae) — родина хижих клопів (Heteroptera). 

## Класифікація
Родина включає понад 500 видів у 21 роді по всьому світу. Розрізняють дві споріднені групи або підродини , які відрізняються за забарвленням і формою тіла та за формою передачі сперми: численніші та стрункіші Nabinae з переважно жовто-коричневим камуфляжним забарвленням і менш поширені, переважно кремезніші Prostemmatinae з переважно чорно-червоним, рідше чорно-жовтим попереджувальним забарвленням.

## Поширення
Родина є космополітичною, понад 70 % видів мешкають у тропічній зоні. Найбільшого різномаїття досягає в індомалайському та неотропічному. Серед триб Nabini i Prostemmatini є космополітичними, Phorticini i Gorpini пантропічними, Arachnocorini i Carthasini неотропічними. У Палеарктиці зареєстровано близько 70 видів. В Україні родина представлена 19 видами з 4 родів.
Вони населяють різноманітні середовища існування. Вони живуть на поверхні землі, в шарах трав і на верхівках дерев, причому окремі види колонізують свої улюблені ділянки. Їх можна знайти в лісах і чагарниках, а також у відкритих біотопах, таких як луки та інші трав'янисті ділянки.

## Опис
Комахи дрібного і середнього розміру з довгастим і сплощеним тілом завдовжки від 3 до 12 мм. Антени складаються з 4-5 членників і мають таку ж довжину, що й голова. Хоботок утворений 4 членниками, довгими і вигнутими біля основи, чітко відокремленими від передньогрудей склеротизованою областю, яка називається стравоходом; у положенні спокою хоботок не спирається на черевну частину голови.
На грудях видно багату скульптуру кутикули, видиму з боків; задньогруди забезпечені пахучою залозою. Передні крила мають склерифіковану частину, розділену на клавус і коріум , причому останній закінчується клином. Крила функціональні, але одним із найпоширеніших видів, Himacerus apterus є безкрилими. Ніжки довгі та тонкі, з лапками, що складаються з трьох сегментів. Передні і середні ніжки несуть спайковий орган на дистальному відділі великогомілкової кістки. Передні ноги використовуються, щоб хапати й утримувати здобич, використовуючи адгезійну дію великогомілкових органів.
Черевце самців забезпечене повним і симетричним копулятивним органом, у самиці сперматеки немає. Гемоцелічне осіменіння відбувається в цій родині, як і в більшості Cimicoidei, з перфорацією черевного покриву самки та впровадженням сперми в лакуному.

## Спосіб життя
Представники родини здебільшого хижаки, як правило, широкого профілю. Вони досить численні в агроценозах, відіграють корисну роль у боротьбі зі шкідниками. Харчуються різними комахами та їх личинками, павукоподібними та яйцями членистоногих. Канібалізм не є рідкістю, особливо щодо молодших стадій розвитку. Винятком серед Nabinae є Arachnocorini, які населяють мережі павуків, харчуючись там їхньою здобиччю. Prostemmatinae спеціалізуються на справжніх клопах. У періоди нестачі здобичі клопи проколюють рослини, щоб поповнити запаси води.

## Роди
- Alloeorhynchus Fieber, 1860 i c g b
- Alloeorrhynchus c g
- Anaptus Kerzhner, 1968 i c g
- Arachnocoris Scott, 1881 g
- Arbela Stål, 1865 g
- Carthasis Champion, 1900 i c g b
- Gorpis Stål, 1859 g
- Himacerus Wolff, 1811 i c g b
- Hoplistoscelis Reuter, 1890 i c g b
- Karanabis Bekker-Migdisova, 1963 g
- Lasiomerus Reuter, 1890 i c g b
- Metatropiphorus Reuter, 1872 i c g b
- Nabicula Kirby, 1837 i c g
- Nabis Latreille, 1802 i c g b
- Omanonabis Asquith and Lattin, 1991 i c g
- Pagasa Stål, 1862 i c g b
- Phorticus Stål, 1860 i c g b
- Praecarthasis Kerzhner, 1986 g
- Prostemma Laporte, 1832 g
- Reduviolus Kirby, 1837 g
- Rhamphocoris Kirkaldy, 1901 g
- Stalia
- Stenonabis Reuter, 1890 g

Data sources: i = ITIS, c = Catalogue of Life, g = GBIF, b = Bugguide.net